# Петишка, Эдуард

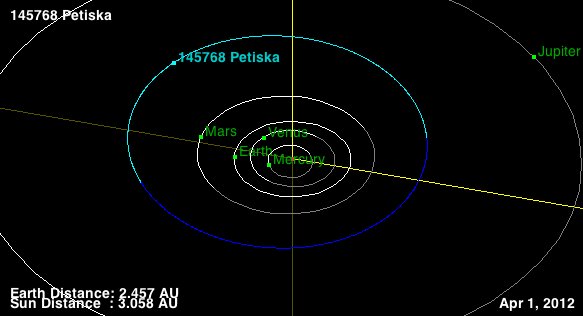
Астероид 145768 Petiska (1997 PT2), названный в честь Эдуарда Петишки

Эдуард Петишка (чеш. Eduard Petiška, 14 мая 1924, Прага — 6 июня 1987, Марианске-Лазне) — чехословацкий поэт, прозаик и переводчик. Доктор философии. Отец писателя Мартина Петишки.

## Семья
Родился в Праге, но вырос на берегах реки Лабы (Эльбы), в семье с богатыми культурными традициями, в которой использовали два родных языка: немецкий и чешский. Таким образом, мальчик с колыбели рос в атмосфере двуязычия, что в будущем позволило ему во время запрета публикации властями ЧССР заниматься переводами.
Его отец Франтишек Петишка — участник Первой мировой войны, несколько лет провёл в плену в России, прекрасный рассказчик, знавший много чешских и русских сказок, любитель книг, чтения. Он был одноклассником Ярослава Гашека, с которым сидел за одной партой (впоследствии Гашек использовал фамилию Петишка в своих произведениях). Позже Франтишек Петишка работал в страховой компании вместе с Францем Кафкой и был в числе первых слушателей его произведений, присутствуя при чтении их автором.
Мать Эдуарда, урождённая Аделина Винандт, отказалась ради семьи от карьеры оперной певицы. Пробовала себя в литературе, писала стихи и прозу. Все члены семьи были музыкально одаренными, его мать и он сам имели абсолютный музыкальный слух. Начало Второй мировой войны помешало ему, уже сдавшему вступительные экзамены в консерваторию, стать оперным певцом.
Дед и прадед происходили из старинной голландско-немецкой семьи художников, некоторые из них украсили настенными фресками церкви в Богемии.

## Жизнь
Эдуард Петишка учился в королевском лицее в городе Брандис-над-Лабем. Получил степень бакалавра в 1943 году, но трудиться в условиях оккупации ему пришлось помощником рабочего на фабрике в ближайшем городе Челаковице.
В 1945 году Петишка уехал учиться в Прагу в Карлов университет, где изучал сравнительное литературоведение и филологию (немецкий язык) под руководством Вацлава Черны. Слушал лекции по эстетике и медицине.
В 1949 году защитил докторскую диссертацию.
Умер внезапно на 64-м году жизни во время ежегодного пребывания на лечении в курортном городе Марианске-Лазне.

## Творчество
С раннего детства увлекался литературой. Воспитывала Эдуарда бабушка, которая часто читала ему вслух волшебные сказки, умело имитируя голоса фей и великанов.
Сказки символизировали для Эдуарда Петишки семейный очаг.
Писать стихи начал ещё до поступления в школу, впервые опубликовал несколько стихотворений в 13 лет. По-настоящему дебютировал как поэт в студенческие годы. Начал пробовать себя также в прозе, кроме того, писал статьи для газет и журналов, в том числе детских, принимал активное участие в культурной жизни Праги, дружил со многими поэтами и художниками, сотрудничал с кинодеятелями и радиостанциями.
Кроме того, стал участвовать в общественной жизни, был активным членом Синдиката чешских писателей. С поэтом Константином Библом планировал снять «фильм стихов», который, судя по замыслу, мог бы стать предшественником сегодняшних видеоклипов.
Под влиянием «Путешествий Гулливера» Джонатана Свифта Э. Петишка написал небольшой роман «Невероятные приключения потерпевшего», где описал отчаяние человека в тоталитарном обществе. Рукопись «отложил в стол», из предосторожности приписав: «Перевод со старонемецкого». В 1951 году поступило предложение его друга, поэта Франтишека Аласа, писавшего для детей, попробовать свои силы в детской литературе. В 1947 году появилась первая детская книга писателя «Алёнка засыпает». А за ней последовали другие шедевры детской литературы — более 70 книг, пробуждавших детскую фантазию и ставших верными друзьями нескольких поколений чехов. Большинство произведений сопровождались прекрасными иллюстрациями Хелены Сматликовой.
Эдуард Петишка — романист, новеллист, автор книг для детей и юношества, драматург, теоретик детской литературы и переводчик. Книги писателя переведены на русский, английский, сербский, венгерский, испанский, французский, китайский, японский, арабский и вьетнамский языки.
Кроме того, Эдуард Петишка превосходно пересказывал легенды и мифы — как национальные чешские, так и Древнего мира: Месопотамии, Египта и Греции. Одна из самых знаменитых его книг — «Мифы и легенды Древней Греции».
Большинству же советских детей хорошо известен герой мультфильма о Кроте — маленький находчивый и обаятельный зверёк, также придуманный когда-то Эдуардом Петишкой.

## Избранная библиография
- Oči vzlétajícího času (1946)
- Alenka jde spát (1947)
- Pražské orchestry (1947)
- Pohádky pro nejmenší (1948, pod pseudonymem Petřík)
- Slunce (1949)
- O jabloňce (1954)
- Kam se schoval nůž (1957)
- Okamžiky (1957)
- Než uzrají muži (1960)
- Sedmikráska (1960)
- Čekám na tebe (1962)
- Pomerančové šaty (1962)
- Hotel pro cizince (1964)
- Na prázdná místa (1964)
- Soudce Knorr (1967)
- Ovidiova rodina (1968)
- Hrdinův pátek (1968)
- Louskáček (1968)
- Příběhy tisíce a jedné noci (1971)
- Martínkovy pohádky (1971)
- Prométheova paměť (1971)
- Svatební noci (1972)
- Nejlepší život (1973)
- Byl jednou jeden krtek (1974)
- Už si čtu pohádky (1974)
- Pověst o domově (1974)
- Půjdeme si pro pohádku (1975)
- Štěstí, noc a hvězdy (1975)
- Loupežnice (1976)
- Báje a pověsti starého Egypta a Mezopotámie (1979)
- Svět plný lásky (1979)
- Bylo jednou jedno loutkové divadlo (1980)
- O ptáku Nohovi (1980)
- Pohyb květin a jiné radosti a potíže (1981)
- Průvodce mladého muže manželstvím (1981)
- O motýlu, který zpíval (1984)
- Třicet manželek a jiné lásky (1987)
- Podzimní deník (1989)
- Vůně hvězd (1989)
- Příběhy starého Izraele (1990)
- Srdce, ve kterém bydlím (1990)
- Krtek a autíčko (1997)
- Věty o lásce a štěstí (1999)
- Cesta do země Lidivoni (1999)
- Atlantic (2002)
- Kamej (2002)
- Krtek a kalhotky (2002)
- Proměny Jakuba Vinanta (2004)
- Třicet manželek a jiné lásky (2005)

## Произведения для детей и юношества
- Sedm Mamlasů (1948)
- Jede traktor, jede… (1949)
- O dětech a zvířátkách (1955)
- Jak se Martínek ztratil (1956)
- Pohádkový dědeček (1958)
- Staré řecké báje a pověsti (1958)
- Děvčata a řeka (1959)
- Birlibán (1959)
- Jak krtek ke kalhotkám přišel (1960)
- Mezi dvěma řekami. Návštěva v Polabí (1960)
- A Midsummer Night’s Dream (1960)
- Birlibán jde do školy (1962)
- Příběhy, na které svítilo slunce (1967)
- Golem a jiné židovské pověsti a pohádky ze staré Prahy (1968)
- Čtení o hradech (1971)
- Martínkova čítanka (1971)
- Stříbrné dobrodružství (1973), рус. перевод, 1983
- Helenka a Princezna (1977)
- Čtení o zámcích a městech (1979)
- Alenčina čítanka (1982)
- Čtení o hradech, zámcích a městech (1984)
- Míšovo tajemství (1984)
- Anička malířka (1985)
- Olin a lišky (1986)
- Anička a básnička (1987)
- Neviditelná Zuzanka (1993)
- Anička a flétnička (1995)
- Pohádková babička (2001)
- O nejbohatším vrabci na světě (2006)

## Награды и премии
- Платиновая литературная премия;
- премия Рудольфа II;
- медаль Франца Кафки;
- премия Министерства здравоохранения Японии (за рассказ «На яблоне»).

## Память
- В 1997 году его имя присвоено астероиду — (145768) Petiška (1997 PT2).
- В курортных городах Карловы Вары и Марианске-Лазне Эдуарду Петишке установлены мемориальные доски.
- Именем писателя названа ежегодная литературная премия в Чехии.
- Имя писателя носят библиотека и улица в городе Брандис-над-Лабем-Стара-Болеслав.